# Baume à barbe
 (août 2018).
Si vous disposez d'ouvrages ou d'articles de référence ou si vous connaissez des sites web de qualité traitant du thème abordé ici, merci de compléter l'article en donnant les références utiles à sa vérifiabilité et en les liant à la section « Notes et références ».
Un baume à barbe est un soin cosmétique permettant de coiffer et de fixer la barbe, tout en hydratant la peau qui se trouve en dessous.

## Présentation
Les baumes à barbe sont composés d'un mélange d'huiles végétales (huile d'avocat, huile d'argan) et de cire (cire d'abeille ou beurre de karité) qui leur confère leur aspect solide. Les huiles qu'ils contiennent permettent également de parfumer la barbe.
Le baume à barbe est un soin adapté aux barbes rebelles.